# رامون موتيس
رامون ألفريدو موتيس (بالإسبانية: Ramón Alfredo Muttis)‏ (12 مارس 1899 – 12 يناير 1955) لاعب كرة قدم أرجنتيني كان يجيد اللعب في خط الدفاع ساهم في تحقيق نادي بوكا جونيورز بطولة الدوري 5 مرات كما ساهم في فوز منتخب الأرجنتين ببطولة كأس أمريكا الجنوبية 1925 .
بدأ موتيس مسيرته الرياضية في الأرجنتين مع نادي واندررز وفي سنة 1920 انتقل إلى نادي أتلتيكو أتلانتا حيث حقق معهم بطولة كأس الشرف في نفس السنة .
انضم موتيس إلى نادي بوكا جونيورز في سنة 1923 في نفس السنة التي لعب فيها أول مباراة دولية مع منتخب الأرجنتين . حقق موتيس مع نادي بوكا جونيورز 5 بطولات دوري و4 بطولات كؤوس . في المجموع لعب موتيس 237 مباراة مع نادي بوكا جونيورز خلال عشر مواسم حيث كان يلقب بـ(رامون القوي) .
شارك موتيس في بطولتين من كأس أمريكا الجنوبية حيث حقق اللقب في سنة 1925 واحتل المركز الثاني في سنة 1926 . كما شارك في بطولة كأس العالم لكرة القدم 1930 ولكنه لعب مباراة واحدة فقط وكانت أمام منتخب فرنسا .
اعتزل موتيس اللعب في سنة 1932 ولكنه عاد عن الاعتزال في سنة 1936 للعب مع نادي أرجنتينوس جونيورز . ثم اتجه موتيس إلى مهنة التدريب بالإضافة إلى اللعب مع نادي ألماجرو حيث قادهم لتحقيق بطولة دوري الدرجة الثانية سنة 1937 وفي سنة 1940 قاد نادي أرجنتينوس جونيورز مدربا للتتويج ببطولة دوري الدرجة الثانية.

## البطولات
- أتلتيكو أتلانتا
  - كأس الشرف (1) : 1920
- بوكا جونيورز
  - دوري الدرجة الممتازة (5) : 1923 ، 1924 ، 1926 ، 1930 ، 1931
  - كأس الدكتور كارلوس إبارغورين (2) : 1923 ، 1924
  - كأس نادي دي كومبيتينسيا جوكي (1) : 1925
  - كأس إستيمولو (1) : 1926
- منتخب الأرجنتين
  - كأس أمريكا الجنوبية (1) : 1925